# Nice Métropole Côte d'Azur
Nice Métropole Côte d'Azur (UCI kód: NMC) je francouzský cyklistický UCI Continental tým, jenž vznikl v roce 2021 na klubové úrovni.

## Soupiska týmu
K 1. lednu 2023
- Edward Bonnefoix (FRA) (* 9. prosince 1998)
- Jonathan Couanon (FRA) (* 8. dubna 1997)
- Tristan Delacroix (FRA) (* 12. června 1994)
- Damien Girard (FRA) (* 14. prosince 2001)
- Jean Goubert (FRA) (* 16. července 1994)
- Paul Hennequin (FRA) (* 9. prosince 2002)
- Jean-Louis Le Ny (FRA) (* 29. ledna 1998)
- Julian Lino (FRA) (* 4. října 1995)
- Andrea Mifsud (FRA) (* 28. května 1999)
- Axel Narbonne Zuccarelli (FRA) (* 31. května 1998)
- Maxime Urruty (FRA) (* 21. května 1993)
- Larry Valvasori (LUX) (* 30. května 1996)